# Basketball in der Schweiz
Der Basketballsport in der Schweiz hat einen grösseren Stellenwert in der Romandie und in der Italienischen Schweiz, während er in der Deutschschweiz – anders als Korbball – eher eine Randsportart darstellt. Der aktuelle Cupsieger 2023 der Damen ist der BCF Elfic Fribourg.

## Swiss Basketball
Der nationale Verband Swiss Basketball (FSBA, La Fédération Suisse de Basketball) zählt 15’000 lizenzierte Spieler. Er ist Mitglied des Internationalen Basketballverbands (FIBA), von Swiss Olympic, der Union des Ligues Européennes de Basketball und der Interessengemeinschaft für Mannschaftssport (CISE). Der Verband organisiert den Schweizer Cup und die Nationalmannschaften, kümmert sich um die Ausbildung von Trainern und Schiedsrichtern, vertritt die Interessen der Basketballvereine, Elite-Ligen und Regionalverbände und fördert den Basketballsport im Allgemeinen. Seit 2015 existiert im Rahmen des Indoor Sports Supercup auch ein Supercup.

## Nationale Basketballwettbewerbe

### Nationalliga A der Herren
Es spielen acht Mannschaften in der obersten nationalen Liga. Nach der Hin- und Rückrunde bestreiten die besten Mannschaften ein Playoff um den Schweizer Meistertitel. Die besten acht Mannschaften nach der Hinrunde bestreiten den Ligacup.
- Mannschaften der Saison 2016/17: Starwings Basket Regio Basel, BC Boncourt Red Team, Benetton Fribourg Olympic, Lions de Genève, BBC Lausanne, Lugano Tigers, SAM Basket Massagno, BBC Monthey, Union Neuchâtel, Swiss Central Basket, BC Winterthur

- Liste der Schweizer Meister im Basketball

### Nationalliga B der Herren
Es spielen auch hier vierzehn Mannschaften in Hin- und Rückrunde gegeneinander. Die besten acht Mannschaften spielen anschliessend Play-offs um den Aufstieg in die Nationalliga A. Der Sieger steigt in die höchste Liga auf.
Mannschaften der Saison 2013/14:  Academie Fribourg U23, Bären Basel, Morges, BCKE, GC Zürich Basketball, Sion Basket, Pully Basket, Swiss Central Basket, Villars Basket.

### Nationalliga A der Damen
Es spielen acht Teams in der obersten nationalen Liga. Nach drei Runden bestreiten alle acht Mannschaften ein Playoff um den Schweizer Meistertitel. Es gibt keinen Absteiger.

### Nationalliga B der Damen
15 Teams spielen in zwei Gruppen eine Runde. Die vier besten Teams jeder Gruppe bestreiten die Finalrunde «Championnat LNBF1» mit Hin- und Rückspiel. Das Siegerteam darf in die NLA aufsteigen. Die restlichen Teams spielen den Rest der Saison im «Championnat LNBF2» in zwei Gruppen. Es gibt keinen Absteiger.

### Schweizer Cup
2009 nehmen 65 Mannschaften am Schweizer Cup der Herren und 38 Mannschaften am Schweizer Cup der Frauen teil. Die Schweizer Cupfinale wurden während vieler Jahre in der Sporthalle Heiligkreuz in Freiburg vor jeweils über 3000 Zuschauern und den Fernsehkameras des Westschweizer Fernsehens TSR ausgetragen und bildeten jeweils einen der Höhepunkte der Basketballsaison. Heute variiert der Finalspielort wieder, so fanden die Finalspiele 2016 in Zürich und die von 2017 in Genf statt.

### SBL Cup
Seit 2004 existiert mit dem SBL Cup der von der ursprünglichen Ligaorganisation der Nationalligen eingeführte Ligapokal.

## Nationalmannschaften
Die Nationalmannschaften der Damen und Herren spielen in den Europameisterschaften je in der Division B. Grosse internationale Erfolge haben sie nicht vorzuweisen.